# Vega de Pas
Vega de Pas és un municipi de la Comunitat Autònoma de Cantàbria. Limita al nord amb Selaya, Villacarriedo i Santiurde de Toranzo, a l'oest amb Luena i San Pedro del Romeral, al sud amb Espinosa de los Monteros de la província de Burgos i a l'est amb San Roque de Riomiera.

## Localitats
- Candolías, 123 hab., d'ells 106 al nuclu de Candolías i 17 disseminats.
- La Gurueba, 82 hab. disseminats.
- Guzparras, 22 hab. disseminats.
- Pandillo, 173 hab. disseminats.
- Vega de Pas (Capital), 311 hab., d'ells 284 al nucli de Vega de Pas i 27 disseminats.
- Viaña, 65 hab. disseminats.
- Yera, 133 hab. disseminats.

## Demografia
| 1900  | 1910  | 1920  | 1930  | 1940  | 1950  | 1960  | 1970  | 1980  | 1990  | 2000  | 2007 | 2022 |
| ----- | ----- | ----- | ----- | ----- | ----- | ----- | ----- | ----- | ----- | ----- | ---- | ---- |
| 2.066 | 2.015 | 2.059 | 2.032 | 2.072 | 1.897 | 1.858 | 1.493 | 1.343 | 1.293 | 1.004 | 916  | 730  |

Font: INE

## Administració

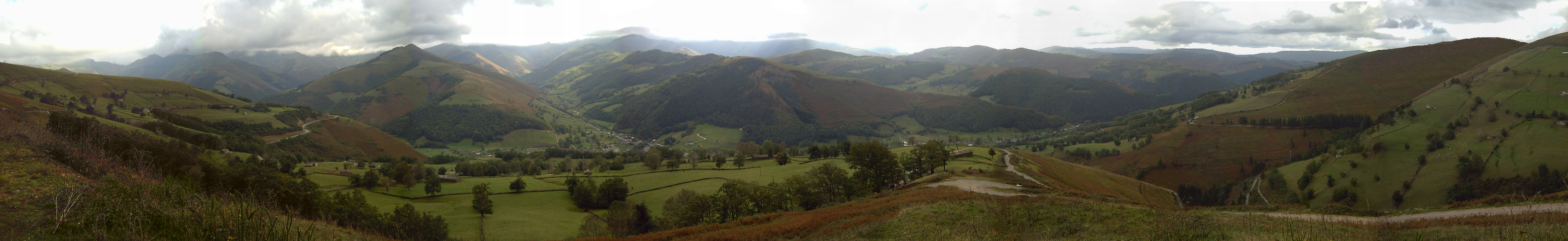
Panoràmica de la Vega de Pas des del Port de la Braguía.

| Eleccions municipals, 23 de maig de 2003 |      |        |          |
| Partit                                   | Vots | %      | Regidors |
| PRC                                      | 381  | 54,27% | 6        |
| PP                                       | 119  | 16,95% | 1        |
| PSOE                                     | 107  | 15,24% | 1        |
| Ucn                                      | 81   | 11,54% | 1        |

| Eleccions municipals, 27 de maig de 2007 |      |        |          |
| Partit                                   | Vots | %      | Regidors |
| PRC                                      | 378  | 53,54% | 4        |
| PP                                       | 117  | 16,57% | 1        |
| PSOE                                     | 104  | 14,73% | 1        |
| AIDP                                     | 102  | 14,45% | 1        |

## Personatges il·lustres
- José Manteca Oria, diputat per Xelva a les eleccions de 1886 a 1901.